# کیر موأب
کیرِ موأب نام شهری است که در کتاب مقدس یهودیان از آن به عنوان یکی از دو قلعه‌های اصلی موأب نام برده شده، شهر دیگر اَر نام دارد. این شهر به احتمال زیاد همان شهری است که کیر هارش نام دارد. کلمه‌ی کیر به یک دیوار و یا سنگر سنگی اشاره دارد. این شهر باستانی با شهر کرک که بعدها در نزدیکی آن به وجود آمد شناخته میشود.
طبق کتاب دوم پادشاهان بعد از مرگ اهب، پادشاه اسرائیل، مشا، پادشاه موأب، پیمان وفاداری خود با پادشاه اسرائیل را برهم زد. جانشین اهب، یهورام، برای بدست آوردن دوباره وابستگی سرزمین موأب به پادشاهی خود، با پادشاهِ پیهودا، یهوشافاط، و پادشاهِ ادوم متحد شد. سه پادشاه با مشا وارد جنگ شدند و موأب را محاصره کردند. مشا بزرگترین پسرش را به عنوان قربانی در مقابل دید لشکریان دشمن روی دیوار دژ سوزاند. سرانجام مهاجمان سرزمین موأب را ترک کردند و مشا استقلال کشورش را بدست آورد. یوسف فلاوی می‌گوید که پادشاهان رقیب از اینکه مشا فرزندش را قربانی کرد ناراحت شدند و عقب نشینی کردند.
در جایی دیگر از کتاب مقدس یهودیان ذکر شده که تیگلت‌پیلسر سوم اسیران جنگی اسیر شده پس از تصرف دمشق و ایلام را به کیرِ موأب آورده.